# Lietuvos geležinkeliai
Lietuvos geležinkeliai (LG) est la société nationale des chemins de fer de Lituanie, dont le siège se trouve à Vilnius.
En juillet 2020, elle modifie l'acronyme LTG de telle sorte à ce que le code du pays LT soit bien identifié. Les sociétés de transport deviennent alors :
- LTG Cargo, pour le transport de fret (couleur jaune)
- LTG Infra, pour la gestion de l'infrastructure (couleur verte)
- LTG Link, pour le transport de voyageurs (couleur rouge).

## Matériel roulant
L'entreprise a reçu des fonds de la Banque européenne d'investissement afin de renouveler son parc de matériel roulant, datant pour la plupart de l'ère soviétique.
LG a notamment passé commandé d'automoteurs auprès de l'entreprise polonaise PESA ainsi que des automotrices Skoda.
LTG  et Stadler signent le 21 juin 2023 un contrat d'achat de 15 unités multiples FLIRT, avec une option pour 13 véhicules interurbains supplémentaires électriques, de 15 unités multiples électrique et batterie d'une autonomie de 100 km et de 11 pour une autonomie de 70 km. Un contrat de support et de fourniture de pièces de rechange durant 10 ans a également été signé.